# 驻马店西站
驻马店西站为京广高速铁路中的一座车站，于2012年9月28日投入使用，现由中国铁路武汉局集团驻马店车务段管辖。

## 简介
2008年底开建，2011年10月正式竣工。
西站广场南北长855米、东西宽161米，总占地面积13.7万平米，其中绿化面积2万平米、中心广场2.5万平米。

### 站场布局
| 西↑ |      |                                      |  |
| 6道 | 4    | 京广高速铁路往北京西方向（漯河西）   |  |
|     | 岛式 |                                      |  |
| 5道 | 3    | 京广高速铁路往北京西方向（漯河西）   |  |
| 4道 |      | 京广高速铁路上行正线（往北京西方向） |  |
| 3道 |      | 京广高速铁路下行正线（往广州南方向） |  |
| 2道 | 2    | 京广高速铁路往广州南方向（明港东）   |  |
|     | 岛式 |                                      |  |
| 1道 | 1    | 京广高速铁路往广州南方向（明港东）   |  |
| 东↓ |      |                                      |  |